# Violette Nozière (pel·lícula)
Violette Nozière és una pel·lícula francesa i quebequesa del 1978 dirigida per Claude Chabrol i protagonitzada per Isabelle Huppert i Stéphane Audran. La pel·lícula, basada en un veritable cas d'assassinat a França el 1934, sobre una noia de catorze anys anomenada Violette i les seves trobades amb un cert nombre d'homes més vells.

## Argument
Violette Nozière (Isabelle Huppert) és una adolescent francesa que durant els anys 1920 treballa secretament com a prostituta mentre viu amb els seus pares confiats: el pare Baptiste Nozière (Jean Carmet) i la mare Germaine Nozière (Stéphane Audran). Rebel·lant-se contra els seus pares burgesos "tronats i insignificants", s'enamora d'un home jove malgastador, a qui virtualment dona suport amb robatoris insignificants als seus pares així com dels seus ingressos de la prostitució.
Mentrestant, els seus pares són informats pel metge de Violette que té sífilis. Violette aconsegueix mig persuadir la seva mare sospitosa i pare indulgent que n'ha heretat d'alguna manera la malaltia. Amb aquest pretext, els enganya perquè prenguin un "medicament" que de fet és verí, matant el seu pare; la seva mare tanmateix sobreviu, i Violette és arrestada i acusada de l'assassinat. Es defensa al·legant que el seu pare l'havia importunat; El brusc ús de flashbacks per part de Chabrol fa dubtar sobre si Violette està mentint o simplement si diu una mitjana veritat. Se la declara culpable d'assassinat i se la condemna a morir a la guillotina, però una veu en off al final ens diu que la sentència va ser commutada per presó, on es va casar i va tenir cinc fills.

## Repartiment
- Isabelle Huppert - Violette Noziere
- Jean Carmet - Baptiste Noziere
- Stéphane Audran - Germaine Noziere
- Jean-Francois Garreaud - Jean Dabin
- Zoe Chauveau - Zoe
- Jean-Pierre Coffe - Dr. Deron
- Jean Dalmain - Mr. Emile
- Guy Hoffman - el jutge
- Henri-Jacques Huet - Comissionat Guilleaume
- Bernadette Lafont - Company de cel·la de Violette
- Bernard Lajarrige - Andre De Pinguet
- Lisa Langlois - Maddy
- Fabrice Luchini - Camus
- Dominique Zardi - noi en un Cafè

## Premis i nominacions

### Premis
- 1978 Premi a la interpretació femenina (Festival de Cannes) per Isabelle Huppert
- 1979 César a la millor actriu secundària per Stéphane Audran

### Nominacions
- 1978 Palma d'Or al Festival Internacional de Cinema de Canes per Claude Chabrol
- 1979 César a la millor actriu per Isabelle Huppert
- 1979 César a la millor música per Pierre Jansen
- 1979 César a la millor direcció artística per Jacques Brizzio